# Íbic
Íbic (grec antic: Ἴβυκος, llatí: Ibycus) va ser un poeta grec nascut a Règion que apareix el cinquè dins el cànon de nou poetes lírics confeccionat pels estudiosos d'Alexandria. Va florir a la meitat del segle vi aC (vers 540 aC).
El seu pare es deia Piti. Va viure la major part de la seva vida a Samos, a la cort del tirà Polícrates, que el va protegir. És possible que Íbic tingués relació amb els pitagòrics del sud d'Itàlia, pels seus orígens familiars i per la seva formació. Tant Plutarc com Estrabó diuen que va ser de família noble, i Diògenes Laerci transmet una anècdota d'ell que diu que va poder convertir-se en tirà de la seva ciutat i no ho va voler.
Va ser atacat per lladres quan viatjava per un lloc deshabitat proper a Corint i fou ferit de mort. Una llegenda explicada per Plutarc diu que, abans de morir, va demanar a un grup d'ocells que volaven damunt seu, potser grues, que vengessin la seva mort. Els lladres, que eren de Corint, van anar al teatre a veure una representació i poc després, els ocells es van posar als caps dels espectadors i un dels assassins que era al lloc va cridar en to burleta: "Mireu! Els venjadors d'Íbic!", i així els culpables foren descoberts. Una obra de Friedrich von Schiller (Die Kraniche des Ibykus, 'Les grues d'Íbic', 1797) narra aquest fet.
Va començar la seva activitat com a poeta de l'escola d'Estesícor, però la seva poesia va ser principalment eròtica, amb alguns exemples també de poesia mítica i heroica, que incorporava algunes dosis d'erotisme. Suides esmenta set llibres d'Íbic, dels quals només resten alguns fragments.